# Doğu ve Batı
Doğu ve Batı. Kültür, iktisat, sosyal ve siyası mecmuası (hrv. Istok i Zapad. Kulturni, gospodarski, društveni i politički časopis), hrvatski časopis na turskom jeziku
Prvi je časopis u Hrvatskoj tiskan na turskom jeziku. Prvi broj izašao je 1943. godine u Zagrebu. Osnivači su ciljali uspostavi prijateljskih odnosa između Republike Turske i Nezavisne Države Hrvatske. Vlasnik lista i izdavač bila je Hrvatska muslimanska tiskara. Glavni urednik bio je Abdurezak Hifzi Bjelevac, bosanskohercegovački pisac. Izlazio je uz potporu Ministarstva vanjskih poslova NDH i bio je namijenjen emigrantima Hrvatima islamske vjere u Turskoj, uz čiju se pomoć namjeravalo zasnovati diplomatske odnose između NDH i Turske.
S obzirom na neuspjeh četiriju pregovaračkih misija diplomata NDH u Turskoj, u NDH su prešli na drugi način ishoditi priznanje. Preko časopisa nadali su se uspostaviti kulturne, zatim gospodarske te pomoću tih i političke veze između NDH i Turske. Na početku su u listu pisali da im je cilj stvaranje i ojačavanje prijateljskih veza između Turske i NDH, a u nekom broju poslije stoji da je časopis “namijenjen turskoj javnosti, europskim turkolozima i ograničenom dijelu našeg naroda koji zna turski.”:16
Prvi broj izašao je uoči Dana NDH 6. travnja 1943. godine. Izlazio je mjesečno i ukupno je izašlo osam brojeva do 15. kolovoza 1944. godine. Tiskan je u Tipografiji d.d. na formatu A4. Za glavnog urednika izabran je iskusni književni, novinar, publicist i diplomat Abdurezak Hifzi Bjelevac, dobar poznavatelj turskog jezika i Turske.:16 Planirali su izlaziti dvaput mjesečno i najavljivali su da će imati naslovnicu u boji, no to se nije ostvarilo i jedva su održavali mjesečno izlaženje.:18
Osim Bjelevca, surađivalo je u listu mnoštvo hrvatskih muslimanskih, ali i nemuslimanskih intelektualaca, književnika i novinara. Članke, vijesti, komentare i druge tekstove objavljivali su Hakija Hadžić, Salih Baljić, Kasim Gujić, Latif Muftić, Hamdija Kreševljaković, Salih Alić, Ivan Esih i ini. Tekstove su s hrvatskog na turski prevodili Bjelevac,:17 Adem Sokolović i šerijatski sudac Džemal Katana. Autori članaka trudili su se istaknuti povijesne veze između Hrvatske i Turske, brojni su nerealno uljepšani romantični prikazi hrvatsko-turskih odnosa, isticano je brojnost Hrvata u Turskoj koji su rodbinski povezani s mnogima u domovini Hrvatskoj. Kvaliteta turskog na stranicama poprilično je loša i brojne su tipografske pogreške. Vjerojatno je posljedica što je Bjelevac skoro sve tekstove u časopisu sam napisao ili preveo. Drugi razlog je što je Bjelavac završio Galatasarajski licej 22 godine prije promjene koja se u turskom obrazovnom sustavu, kada se prešlo s arabice na latinično pismo, pa mu je jezik časopisa arhaičan, a pravopis manjkav.:18
U zadnjem broju časopisa uredništvo je pokrenulo nekoliko izdavačkih projekata, a Vlada NDH ponudila je sredstva za objavljivanje “praktične turske gramatike“. Izdavači su htjeli objaviti zbirku na turskom jeziku koja bi sadržavala izabrana djela pripovjedača iz Bosne, izabrana djela 10-12 najboljih turskih pripovjedača i esejista, pripadnika nove kemalističke književnosti.:23
Predstavnici MVP-a NDH nastojali su uspostaviti pretplatničku mrežu časopisa u Turskoj, no odjekom časopisa u Turskoj nisu bili zadovoljni ni MVP NDH ni uredništvo časopisa. Prema stručnjacima iz bugarskog tiska, vrsnim poznavateljima turskog mentaliteta, politike i držanja, tursko držanje pokazalo je sumnjičavost glede novog hrvatskog pokušaja te da su uvjereni da je unaprijed osuđen na neuspjeh, tako da može donijeti samo loše a ne dobre posljedice. Odjek među čitateljstvom u onovremenoj Bosni i Hercegovini gotovo je pa posve nepoznat. Izdavači i vlasnici nisu namjeravali odustati. Zbog lošeg stanja Osovine i rastuće oskudice svih artikala, list je prestao izlaziti. Usprkos slabom uspjehu, list je važan kao značajan korak u uspostavljanju hrvatsko-turskih veza i približavanju Hrvata i Turaka.:23